# Seznam dílů seriálu Nebezpečná identita
Seznam dílů seriálu Nebezpečná identita uvádí přehled všech 22 epizod amerického televizního seriálu Nebezpečná identita, který byl poprvé vysílán v letech 2011–2012 na stanici The CW. Tento dramatický seriál byl zrušen po první řadě, ačkoliv autoři měli příběh rozplánovaný do tří sezón. V Česku byl seriál premiérově vysílán na stanici TV Nova v roce 2014.

## Přehled řad
| Řada | Díly | Premiéra v USA | Premiéra v USA | Premiéra v ČR | Premiéra v ČR    |
| Řada | Díly | První díl      | Poslední díl   | První díl     | Poslední díl     |
| ---- | ---- | -------------- | -------------- | ------------- | ---------------- |
| 1    | 22   | 13. září 2011  | 17. dubna 2012 | 23. září 2014 | 8. prosince 2014 |

## Seznam dílů
| Č. dílu | Původní název                                    | Český název                               | Režie            | Scénář                                                                              | Premiéra v USA     | Premiéra v ČR      |
| --- | ------------------------------------------------ | ----------------------------------------- | ---------------- | ----------------------------------------------------------------------------------- | ------------------ | ------------------ |
| 1 | Pilot                                            | Nový život                                | Richard Shepard  | Eric Charmelo a Nicole Snyder                                                       | 13. září 2011      | 23. září 2014      |
| Bridget Kellyová, bývalá striptérka léčící se z drogové závislosti, má vypovídat proti kriminálníkovi Bodawayi Macawimu, protože byla svědkem jím spáchané vraždy. Agent FBI Victor Machado ji ujišťuje o její bezpečnosti, Bridget se ale bojí a uprchne z Rock Springs ve Wyomingu, kde žije, do New Yorku, kde se setká se svou sestrou Siobhan Martinovou, svým identickým dvojčetem, se kterou se však několik let neviděla. Po jejím záhadném zmizení během projížďky na člunu, které vypadá jako sebevražda skokem do oceánu, napadne Bridget převzít sestřinu identitu, což by jí mohlo zaručit úkryt před FBI i zločineckým bossem. Postupně se sžívá se Siobhaniným životem ve vyšších společenských vrstvách Newyorčanů i se „svým“ manželem Andrewem a „svou“ nevlastní dcerou Juliet – ani jednomu z nich Siobhan neřekla o svém sourozenci. Vztahy v rodině Martinů nejsou zrovna ideální, navíc jí doktor po telefonu sdělí, že má být těhotná. V půdním bytě (loftu), který Martinovi nechávají zrenovovat, je Bridget napadena neznámým mužem, kterého v sebeobraně zastřelí. Skutečná Siobhan se nezabila, schovává se v Paříži. |                                                  |                                           |                  |                                                                                     |                    |                    |
| 2 | She's Ruining Everything                         | Úplně všechno zkazí                       | Rob Bailey       | Eric Charmelo a Nicole Snyder                                                       | 20. září 2011      | 29. září 2014      |
| Agent Machado se v New Yorku rozhodne získat více informací o Siobhan, o které věří, že mohla své sestře pomoct. Bridget, která provizorně ukryje tělo neznámého útočníka, se o posledních událostech svěří telefonem svému příteli a patronovi z Anonymních narkomanů v Rock Springs Malcolmu Wardovi a dohodnou se, že se setkají. Spory v manželství Siobhaniny nejlepší kamarádky Gemmy a jejího manžela Henryho Butlera eskalují, Gemma je přesvědčená, že její muž má milenku – což je pravda, byla jí Siobhan. Bridget si nečekaně vytvoří pouto s rebelskou Juliet, která se Siobhan nevycházela nejlépe. Skutečná Siobhan je nadále v Paříži, kde si chce vybrat v bance peníze, které však již z jejího účtu stačila vybrat Bridget v New Yorku. |                                                  |                                           |                  |                                                                                     |                    |                    |
| 3 | If You Ever Want a French Lesson                 | Podezření                                 | Allan Arkush     | Hank Chilton                                                                        | 27. září 2011      | 30. září 2014      |
| Bridget se pomocí mobilu, který našla u mrtvoly, snaží zjistit, kdo poslal na Siobhan zabijáka. Jiný muž však po ní stále jde. Agent Machado nadále pátrá v New Yorku po Bridget, nezjistí však, že ta nyní žije Siobhanin život. Henry a Gemma prožívají další manželskou krizi, tentokrát jde o jejich finance v investičním fondu v Andrewově firmě Martin/Charles Financial. Malcolm se snaží z Wyomingu dostat do New Yorku za Bridget, je však chycen Bodawayem Macawim, který ho začne mučit, aby prozradil, kde se Bridget ukrývá. Skutečná Siobhan si mezitím užívá svobodu v Paříži, kde potká Tylera Barretta, bankéře, který zde pracuje pro Andrewovu firmu; kromě toho také zjistí, že je těhotná. |                                                  |                                           |                  |                                                                                     |                    |                    |
| 4 | It's Gonna Kill Me, But I'll Do It               | Sice mě to zabije, ale udělám to          | Jean de Segonzac | Cathryn Humphris                                                                    | 4. října 2011      | 6. října 2014      |
| Bridget, Andrew, Gemma a Henry zamíří do víkendového domu Martinových v Hamptons, aby oslavili Siobhaniny narozeniny. Bridget si přitom vzpomene na drsnou minulost, kterou se sestrou zažily. V Paříži se skutečná Siobhan sblíží s Tylerem natolik, že jej dokáže využít ve svých tajných plánech. Agent Machado odkrývá ve svém pátrání zásadní kousky informací. Situace Bridget se zhorší poté, co Gemma zjistí, že s jejím manželem Henrym spala Siobhan. Bridget jí v nutnosti řekne pravdu o tom, kdo skutečně je – následky tohoto odhalení jsou pouze v rukou Gemmy. |                                                  |                                           |                  |                                                                                     |                    |                    |
| 5 | A Whole New Kind of Bitch                        | Mrchu jako ona svět ještě neviděl         | Janice Cooke     | Shintaro Shimosawa                                                                  | 11. října 2011     | 7. října 2014      |
| Poté, co se dozví o skutečné identitě Bridget, ji Gemma donutí pod pohrůžkou odhalení provést protislužbu: vyspat se s Henrym, při čemž je sama nachytá, aby se následně mohla rozvést. Henryho kariéra spisovatele není příliš úspěšná, v této chvíli nefunguje dobře ani vztah mezi Andrewem a jeho dcerou Juliet. Bridget se na místním setkání Anonymních narkomanů setká s Charliem, který se stane jejím patronem. Malcolm je mezitím stále v držení Macawiho, který jej nejprve nadrogoval heroinem a po vyprchání účinku se následně při abstinenčních příznacích snaží z něj dostat informace o Bridget. Bridget odmítne Gemmino vydírání, řekne o něm Henrymu. Gemma následně zmizí, v domě Butlerových zůstanou na zdi a na podlaze krvavé stopy. |                                                  |                                           |                  |                                                                                     |                    |                    |
| 6 | The Poor Kids Do It Everyday                     | Chudé děti to tak dělají                  | Jerry Levine     | Robert Doherty                                                                      | 18. října 2011     | 13. října 2014     |
| Agent Machado se nyní ve Wyomingu zaměří na Bodawaye Macawiho a na zmizení Malcolma Warda, které začne vyšetřovat. V New Yorku se Bridget a Henry nachází v nepříjemné situaci, nejprve se z Gemmina zmizení podezřívají oba navzájem, následně se ale snaží zjistit, kdo za to skutečně může. Juliet mezitím začne chodit na novou střední školu, kde ji začne šikanovat spolužačka Tessa; pomůže jí však jeden z učitelů, pan Carpenter. Newyorská policie vyšetřuje Gemmino zmizení a objeví při tom otisk prstu Bridget, která jej zanechala úmyslně, aby vytvořila dojem, že její zmizelé já má s tím něco společného. |                                                  |                                           |                  |                                                                                     |                    |                    |
| 7 | Oh Gawd, There's Two of Them?                    | Takže ony jsou dvě?                       | Eriq La Salle    | Pam Veasey                                                                          | 1. listopadu 2011  | 14. října 2014     |
| Kvůli výslechům na policii je Bridget donucena odhalit Andrewovi a Henrymu, že má dvojče. Protože má o Gemmu opravdu strach, využije Charlieho z Anonymních narkomanů, bývalého policistu, aby zkusil něco sám vypátrat, aniž ví, že právě on stojí za jejím zmizením, které naplánovala Siobhan, s níž je Charlie v kontaktu. Mezitím Malcolm uteče Macawiho poskokům a zamíří do New Yorku, kde se setká s Bridget, která však kvůli náročnému programu zkolabuje. Je převezena do nemocnice, doktoři chtějí zkontrolovat očekávané dítě. Juliet zaviní dopravní nehodu, protože už nadělala dost průšvihů a žádné jiné tresty nepomáhají, odebere ji otec přístup k jejímu svěřeneckému fondu s 10 miliony dolarů. |                                                  |                                           |                  |                                                                                     |                    |                    |
| 8 | Maybe We Can Get a Dog Instead?                  | Tak si pořídíme psa                       | Nathan Hope      | Jay Faerber                                                                         | 8. listopadu 2011  | 20. října 2014     |
| Při vyšetření v nemocnici zjistí sestra, že Bridget žádné dítě nečeká; ta zalže Andrewovi, že měla samovolný potrat. Juliet začne flirtovat s panem Carpenterem, který ji následně přeřadí do jiné třídy. Malcolm přijede do New Yorku, kde se setká s agentem Machadem. Na Andrewovu žádost přiletí Tyler z Paříže do New Yorku, kde se na pracovní večeři se svým nadřízeným potká s Bridget, o které si myslí, že je Siobhan (resp. Cora, jak se mu v Paříži sama představila). Po večeři zavolá skutečné Siobhan do Francie, která mu řekne, že jsou s Andrewem skutečně manželé a že mají problémy, proto utekla do Paříže. Poté, co vyjde najevo, že se setkal s Bridget, předstírá po telefonu, že do USA přijela jenom něco zařídit a nevěděla, že tam Tyler bude. |                                                  |                                           |                  |                                                                                     |                    |                    |
| 9 | Shut Up and Eat Your Bologna                     | Nevydáš ani hlásku                        | Scott White      | Bob Berens                                                                          | 15. listopadu 2011 | 21. října 2014     |
| Policista Jimmy, který měl před několika měsíci hlídat Bridget v Rock Springs, byl podplacen Charliem, aby jí dal svoji zbraň a přesvědčil ji o útěku za svou sestrou. V současnosti se Bridget stále snaží vypátrat, kdo chtěl Siobhan mrtvou a proč se zabila sama; po nálezu prášků, které sestra brala, zajde za její psycholožkou, přičemž při pohovoru s ní si uvědomí, že se sama do Andrewa zamilovává. Doktorka jí také bezděčně poskytne několik nových informací včetně toho, že Siobhan někdy využívala falešné jméno Cora Farellová. Malcolm začne mít pochybnosti o Charliem, zjistí, že ve skutečnosti se jmenuje John, a prozradí to Bridget. Sám Charlie, který drží Gemmu ve sklepě, má po rozhovoru s Bridget pocit, že ona už něco tuší. |                                                  |                                           |                  |                                                                                     |                    |                    |
| 10 | That's What You Get for Trying to Kill Me        | To máš za to, že jsi mě chtěl zabít       | Stuart Gillard   | Eric Charmelo a Nicole Snyder                                                       | 29. listopadu 2011 | 27. října 2014     |
| Bridget a Malcolm zjistí, že Charlie pravděpodobně zajal Gemmu a informují o tom policii. Když si Charlie uvědomí, že je blízko zadržení, řekne si Siobhan o dvojnásobek slíbené částky, jinak Gemmu zabije. Bridget a Andrew jsou si stále bližší, Juliet nadále nebezpečně flirtuje se svým učitelem Carpenterem. Své kamarádce Andree řekne, že ji znásilnil. V Paříži se Siobhan snaží napravit vztah s Tylerem. Agent Machado se ve Wyomingu dozví, že někdo z policie vynáší informace Macawimu, což se prokáže jako pravda – byl jím jeho kolega Jimmy. I přes důrazný Siobhanin nesouhlas zabije Charlie v New Yorku Gemmu, sám je však zastřelen Siobhan, která na rychlo přicestovala z Paříže. Chtěla se tak ujistit, že neublíží nikomu dalšímu. |                                                  |                                           |                  |                                                                                     |                    |                    |
| 11 | It Just Got Normal                               | Začalo to být normální                    | Jeff T. Thomas   | Cathryn Humphris                                                                    | 31. ledna 2012     | 28. října 2014     |
| Vztah mezi Bridget a Andrewem se stává čím víc intimním. Oba se také dozví o znásilnění Juliet, což vede ke konfliktu mezi Bridget a Carpenterem. Po smrti Gemmy a Charlieho se skutečná Siobhan rozhodne na čas zůstat v New Yorku a snaží se i s Tylerovou pomocí dostat k Andrewovým dokumentům, které mají být podle ní zfalšované. Ve Wyomingu vyslýchá Machado svého bývalého parťáka Jimmyho, přičemž se dozví nějaké nové informace. Malcolm se v New Yorku rozhodne pracovat pro Andrewa ve firmě Martin/Charles, Henry truchlí nad smrtí své ženy. Siobhan zjistí, že Bridget se usadila v jejím bývalém životě mnohem snadněji, než očekávala. |                                                  |                                           |                  |                                                                                     |                    |                    |
| 12 | What Are You Doing Here, Ho-Bag?                 | Co tady děláš, ty štětko?                 | Jerry Levine     | Hank Chilton                                                                        | 7. února 2012      | 3. listopadu 2014  |
| Do New Yorku přijede Julietina matka a bývalá Andrewova manželka Catherine, aby podpořila svoji dceru během soudního procesu s Carpenterem. S Andrewem i Bridget se hádá a pije alkohol, takže situace v rodině není dobrá. Siobhan se potýká s Henrym a na dálku i s Tylerem, prodá také Bridgetin zásnubní prsten, který ukradla z bytu Martinových, přičemž za získané peníze si chce koupit falešný pas. Agent Machado se mezitím snaží získat další informace od Jimmyho. Bridget se dozví o hotelu Pivoine, kde se Siobhan dříve scházela s Henrym, a také se doslechne o nějakém Solomonovi. Henry se zaplétá se skutečnou Siobhan, o které si však kvůli jejímu nezvyklému chování myslí, že je Bridget. Julietin příběh o znásilnění je zpochybněn poté, co se objeví záznam ze školních kamer, kde je vidět, jak sama Juliet svádí Carpentera. Ve vězení se Jimmy dohodne s Macawim, kterému řekne, kde Bridget je. Bridget zjistí, že Siobhan přijela do Wyomingu před tím, než uprchla a sama ji požádala o pomoc. Znenadání se v bytě Martinových objeví Tessa, která prohlásí, že ji Carpenter taky přinutil k sexu. Siobhan konečně řekne Henrymu pravdu o tom, kdo ona skutečně je, a ukáže mu Bridget žijící ve lži s Andrewem. Zároveň se mu přizná, že s ním čeká dítě. |                                                  |                                           |                  |                                                                                     |                    |                    |
| 13 | It's Easy to Cry When This Much Cash Is Involved | Nechci ho za to odměňovat                 | Guy Bee          | námět: Shintaro Shimosawa scénář: Shintaro Shimosawa, Eric Charmelo a Nicole Snyder | 14. února 2012     | 4. listopadu 2014  |
| Bridget využije Solomona, Siobhanina soukromého řidiče, aby sledovala sestřiny poslední kroky a zjistila její spojení s Johnem/Charliem. Tessa se přizná, že lhala, že na ni Carpenter zaútočil, nechce vypovídat, proto je Julietin proces zrušen, neboť nyní je to slovo pro slovu. Carpenter chce následně žalovat Andrewa, dojde však k mimosoudnímu vyrovnání, kdy Andrew dá učiteli značnou částku. Ve skutečnosti celý příběh s napadením a znásilněním byl plán vytvořený Carpenterem, Juliet a Tessou, aby získali peníze, které Andrew zablokoval v Julietině fondu. Henry je vydírán Olivií, obchodní partnerkou Andrewa, aby se Gemmin bohatý otec stal klientem firmy Martin/Charles. Tyler kontaktuje na popud Siobhan auditorskou firmu s informacemi, že se v Martin/Charles dějí nějaké nekalé věci. Siobhan se snaží vše s Henrym i s Tylerem urovnat, oba však pojmou podezření, že je pouze využívá. |                                                  |                                           |                  |                                                                                     |                    |                    |
| 14 | Whores Don't Make That Much                      | Šlapka si tolik nevydělá                  | Janice Cooke     | Robert Doherty                                                                      | 21. února 2012     | 10. listopadu 2014 |
| Bridget vezme Malcolma do Siobhaniny tajné kanceláře, kterou objevila, ta je však prázdná. V bytě Martinových má telefonát, který ji připomene, proč se se sestrou vzájemně odloučily: Siobhan měla problémy se svým bývalým přítelem Dylanem, který ji opustil krátce poté, co zjistila, že čeká dítě. Po nějakém čase se vrátil zpět s tím, že se změnil, a chtěl vídat svého syna. Bridget, která malého Seana zrovna hlídala, i přes zákaz své sestry dovolila Dylanovi vzít ho ven. Když se všichni tři vraceli zpět, stala se dopravní nehoda, při které Sean zemřel. Tuto událost, i když havárii nezpůsobili, Siobhan svému dvojčeti ani bývalému příteli nikdy neodpustila. V současnosti však Bridget, vydávající se za Siobhan, odpustí Dylanovi s tím, že to prostě byla nehoda, nikoliv přímo jejich chyba. Malcolm mezitím zjistí, že Henry má klíč k Siobhanině úložné schránce, rozhodne se tedy na něj dohlížet a zároveň pomáhá Bridget s pátráním, kdo pronásleduje Siobhan. Julietin plán na získání peněz, které si rozdělili, dostává temnou pachuť poté, co Tessa byla brutálně zbita a její peníze ukradeny. Juliet si myslí, že to udělal Carpenter. Bojí se ho, proto řekne otci, že by chtěla nějaký čas nyní žít matkou v Miami, prý kvůli „změně prostředí“. I samotná Catherine však byla zapletena do těchto plánů na získání peněz přes vymyšlené znásilnění. |                                                  |                                           |                  |                                                                                     |                    |                    |
| 15 | P.S. You're an Idiot                             | Ponziho schéma                            | Allan Arkush     | Bob Berens                                                                          | 28. února 2012     | 11. listopadu 2014 |
| Andrew se zeptá Bridget, jestli nechce obnovit „jejich“ manželský slib. Proto začne hned plánovat svatební obřad, přičemž hlavní družičkou má být Juliet. Siobhan se vrátí do Paříže, kde jí na vyšetření oznámí, že čeká dvojčata; datum jejich početí však značí, že by mohla být Andrewova, nikoliv Henryho, jak si dosud myslela – svému milenci to ale neřekne. Malcolm je vyhozen z firmy Martin/Charles, byl totiž přistižen při kradení informací z Oliviina počítače. Díky získaným datům ale může oznámit Bridget, že Andrewova společnost využívá Ponziho schéma. Andrew se přizná Bridget, že to byl jeho nápad, nikoliv Oliviin. Catherine má romantický poměr s Carpenterem, při první možnosti mu však ukradne získané peníze a zanechá mu pouze vyděračský vzkaz. Také vyjde najevo, že právě Catherine si někoho najala, aby zmlátil Tessu, nemělo to být ale až tak brutálně. |                                                  |                                           |                  |                                                                                     |                    |                    |
| 16 | You're Way Too Pretty to Go to Jail              | Na to, abys šel do vězení, jsi moc krásný | Joshua Butler    | Jay Faerber a Cathryn Humphris                                                      | 6. března 2012     | 17. listopadu 2014 |
| Andrew řekne Bridget, že měli několik špatných investic a že se to snaží přes Ponziho schéma napravit. Pro Bridget je to rána, nyní má o „svém“ muži pochyby a neví, co dělat. Hon agenta Machada na Macawiho má i osobní ráz: Bridget byla totiž svědkem vraždy striptérky Shaylene, která byla agentovou informátorkou i milenkou. V New Yorku předstírá Siobhan, že je Bridget, chce dostat Malcolma pryč ze scény a proto mu namluví, že chce, aby odešel pryč. V Paříži využívá Tyler informace získané od Siobhan v její pomstě Andrewovi. Andrew poví Olivii o tom, že Bridget ví o Ponziho schématu, jeho kolegyně navrhne, aby Malcolma, Bridget a Tylera (o kterém má informace, že něco proti firmě chystá) umlčeli. Henry si také uvědomí, že Bridget ví víc, než by měla, proto poslouchá Siobhan, která jí chce zabránit v narušování jejích plánů. Tyler se vrátí do New Yorku, v jeho hotelovém pokoji ho však najde Bridget mrtvého. |                                                  |                                           |                  |                                                                                     |                    |                    |
| 17 | What We Have Is Worth the Pain                   | Bridget mi zabila syna                    | Howard Deutch    | Scott Nimerfro                                                                      | 13. března 2012    | 18. listopadu 2014 |
| Bridget se bojí o Malcolma, protože se s ním nemůže spojit. Ve snaze ho najít se společně se Solomonem vydají do hotelu, kde přebýval. Zde díky záběrům z bezpečnostních kamer zjistí, že poslední osobou, která viděla Malcolma, byl Andrew. Proto ho začne podezřívat, že mohl zabít jak Tylera, tak Malcolma. Solomon poví Bridget, že on ví, kdo skutečně je, protože její chování nebylo takové, jaké by od skutečné Siobhan očekával; zároveň si udělal i malý průzkum. Juliet zjistí, že její matka stála za útokem na Tessu. Siobhan se vrátí z Paříže do New Yorku, kde řekne Henrymu o tom, že Bridget zabila jejího syna a že Andrew a Olivie určitě stojí za pokusy zabít ji. Agent Machado rovněž přijede do New Yorku, začne pátrat po Malcolmovi, přičemž podezřívá z jeho zmizení Andrewa. V loftu zachrání Andrew Bridget, když skočí před kulku vystřelenou neznámým mužem, která byla určena pro ni. |                                                  |                                           |                  |                                                                                     |                    |                    |
| 18 | That Woman's Never Been a Victim Her Entire Life | Ta ženská nebyla nikdy oběť               | Scott White      | Hank Chilton                                                                        | 20. března 2012    | 24. listopadu 2014 |
| Poté, co Andrew zachrání na poslední chvíli Bridgetin život a sám je přitom postřelen, je agent Machado odhodlaný ještě více zjistit, kdo je za toto všechno zodpovědný a co všechno Bridget (o které si téměř všichni, včetně něj, myslí, že je Siobhan) ví. Skutečná Siobhan chce zavolat Andrewovi a všechno mu říct, Henry jí to však rozmluví. Bridget si myslí, že za tím vším, včetně vraždy Tylera, může stát taktéž zmizelá Olivie. Andrew se přizná k tomu, že požádal Malcolma, aby opustil město. Juliet řekne Bridget pravdu o své matce a o jejich společném plánu. |                                                  |                                           |                  |                                                                                     |                    |                    |
| 19 | Let's Kill Bridget                               | Zabijeme Bridget                          | Jerry Levine     | Jay Faerber a Bob Berens                                                            | 27. března 2012    | 25. listopadu 2014 |
| Henry je stále více netrpělivý ohledně Siobhanina plánu. Řekne jí, že musí opustit vražednou pomstu vůči Andrewovi a Bridget, jinak nemohou být spolu. Bridget se rozhodne, že jejím jediným způsobem, jak se cítit bezpečně, je vzdát se „převleku“ Siobhan, vrátit se do Wyomingu a tam svědčit proti Macawimu. Gemmin otec udá Henryho policii v souvislosti s Tylerovou smrtí. Andrew poté, co se dozví o plánu své exmanželky na získání peněz, provede Catherine léčku, díky níž získá finance zpět. Agent Machado je suspendován ze služby, protože za přítomnosti mnoha diváků zbil podezřelého. Později však dostane nápad, jak dodat Macawimu Bridgetinu smrt, kterou si tak přeje. Navrhne „Siobhan“, že společně natočí video její hrané smrti, které umístí na internet, aby si kriminálník myslel, že svědkyně zemřela. Bridget s tím souhlasí, jejích plán však nedopadne nejlépe. Zaútočí na ně nájemný vrah, ten je však při střetu agentem zastřelen. Bridget, stále předstírající, že je svoje sestra, se přizná Machadovi, že se ji někdo snažil zabít už před několika měsíci a že si myslela, že to byl Andrew. |                                                  |                                           |                  |                                                                                     |                    |                    |
| 20 | If You're Just an Evil Bitch Then Get Over It    | Znám ho, protože jsem ho zabila           | Roger Kumble     | Cathryn Humphris                                                                    | 3. dubna 2012      | 1. prosince 2014   |
| Bridget zamíří k Henrymu, kde se téměř setká se svojí sestrou v pokročilém stádiu těhotenství. Henry se dozví, že Gemmin otec je zodpovědný za jeho zadržení kvůli Tylerově smrti, kterou však opravdu způsobil – byla to však nehoda při rvačce. Zároveň mu tchán odebere oba syny, neboť ví o jeho poměru se Siobhan. Machado se vloupá do domu zastřeleného nájemného vraha. Díky zde objeveným stopám zjistí, že za těmi pokusy o vraždu Siobhan stojí Catherine, která se nedokázala smířit s rozchodem s Andrewem. Catherine chce nyní zabít Bridget v bytě Martinových, do čaje jí dá omamné látky. |                                                  |                                           |                  |                                                                                     |                    |                    |
| 21 | It's Called Improvising, Bitch!                  | Tomu se říká improvizace                  | Janice Cooke     | Scott Nimerfro                                                                      | 10. dubna 2012     | 2. prosince 2014   |
| Andrew najde ve svém bytě Catherine, jak se snaží nafingovat Bridgetinu sebevraždu. Ta se sice probere z bezvědomí, Catherine si ale všechny tři (včetně právě příchozí Juliet) vezme jako rukojmí. Protože neví, co dál, zavolá Olivii, se kterou má milostný poměr. Olivie jí řekne, aby přivedla Bridget do jejího domu, aby mohly obě uprchnout společně. Když obě ženy dorazí k Olivii, Catherine je zatčena Machadem, který se sem dostal díky tajnému telefonátu Bridget z bytu Martinových. Hlavní svědek v Henryho případu Tylerovy smrti náhle zemře po předávkování, Siobhan porodí dvojčata-dívky. Henry požádá zdravotní sestru o test otcovství, protože má o Siobhan stále pochyby. |                                                  |                                           |                  |                                                                                     |                    |                    |
| 22 | I'm the Good Twin                                | Nejsem Siobhan, jsem Bridget              | Eriq La Salle    | Eric Charmelo a Nicole Snyder                                                       | 17. dubna 2012     | 8. prosince 2014   |
| Jak se blíží obnovení manželského slibu Martinových, uvědomuje si Bridget, že potřebuje Andrewovi říct pravdu o tom, kdo skutečně je. Zároveň se však bojí, že přijde o všechno. Jimmy uprchne z vězení a žádá po Bridget (o které si myslí, že je Siobhan) peníze. Ta se tak dozví, že její sestra a Charlie ho najali, aby ji ve Wyomingu vyděsil a nasměroval k sestře do New Yorku. Následně Bodaway Macawi, který je rovněž ve městě, požaduje od Jimmyho informace o tom, kde Bridget je, a poté jej zabije. Agent Machado je odvolán do Colorada, kde je nadřízenými stažen z Macawiho případu. V New Yorku se Gemmin otec stane novým majitelem firmy Martin/Charles, čímž ji finančně zachrání; protože však věří, že Siobhan je odpovědná za smrt Gemmy, prozradí Andrewovi, že jeho žena měla dlouhodobý poměr s Henrym. Andrew zuří, zruší jejich obnovení slibů a oznámí, že se se Siobhan rozvádí. Bridget je nyní donucena říct Andrewovi a Juliet pravdu o tom, kdo skutečně je. Oba nesou tuto zprávu velmi těžce a předtím, než odjedou do Hamptons, vyrazí Andrew Bridget z bytu. Siobhan zklame Henryho důvěru kvůli výsledkům testu otcovství: zalže mu, že je otcem jejich dvojčat, ačkoliv on sám se již o něco dříve o negativních výsledcích informoval. Proto ji také od sebe vyhodí, přičemž si ponechá její peníze, které sama ukradla Andrewovi. Siobhan se vrátí do bytu Martinových, kde chce ukrást šperky, které jí kdysi patřily. Zde však čeká Macawi, který na ni zaútočí, protože si myslí, že se jedná o Bridget. Skutečná Bridget se však zde objeví vzápětí a při rvačce kriminálníka zabije; myslí si přitom, že napadl Juliet, která stačila uniknout. Agent Machado, který byl po jejím zavolená na cestě do New Yorku, dorazí do bytu a ujistí ji, že Andrew i jeho dcera jsou v bezpečí v Hamptons. Siobhan se vrátí do nemocnice za svými dětmi, protože nemá kam jinam jít. Zároveň začne přemýšlet o tom, jak získat zpět svůj původní život. Solomon ukáže Bridget záběry z kamer z Hamptons, které ukazují, že Siobhan byla živá v den svého zmizení i po své „sebevraždě“ a že odjela s Charliem. Naštvaná Bridget vpadne k Henrymu, který, protože již se Siobhan nechce mít nic společného, jí potvrdí, že je její sestra naživu, a prozradí jí pravdu – Siobhan se nedokázala smířit se Seanovou smrtí a chtěla zabít Bridget, o které si myslela, že je hlavním viníkem. Protože věděla, že ji samotnou chce někdo zavraždit, vymyslela plán, jak sestru dostat do New Yorku. Sama pak zmizela díky nafingované sebevraždě, čímž nabídla Bridget na útěku nejen možnost úkrytu v jejím životě, ale také ohrožení od neznámého útočníka, o kterém doufala, že uspěje. |                                                  |                                           |                  |                                                                                     |                    |                    |